# Camponotus ezotus
Camponotus ezotus é uma espécie de inseto do gênero Camponotus, pertencente à família Formicidae.